# Kneževići (Plužine)
Pour les articles homonymes, voir Kneževići.
Kneževići (en serbe cyrillique : Кнежевићи) est un village de l'ouest du Monténégro, dans la municipalité de Plužine.

## Démographie

### Évolution historique de la population
| 1948 | 1953 | 1961 | 1971 | 1981 | 1991 | 2003 |
| ---- | ---- | ---- | ---- | ---- | ---- | ---- |
| 177  | 207  | 213  | 179  | 91   | 59   | 22   |